# Nikon D70s
De Nikon D70s is een spiegelreflexcamera. Hij levert foto's af in JPEG- en RAW-formaat. De D70s kan uitgebreid worden met een heel gamma aan Nikkor-lenzen.
De verschillen tussen de D70 en D70s zijn:
- Groter lcd-scherm (51 mm in plaats van 46 mm)
- Nieuwere en betere software in het toestel
- Standaard rubberen oogschelp
- Extra beschermkap op het lcd-scherm
- Krachtiger 1500mAh-accu